# 溫紅塗
溫紅塗（？—？），台灣歌仔戲劇作家、演員、導演、琴師、音樂指導、教育工作者，歌仔戲奠基人。
與師兄汪思明、師弟陳玉安在台灣唱歌仔戲走紅，應邀錄製大量歌仔戲和歌仔曲唱片。
1920年代，他應聘到中國廈門、漳州教歌仔戲藝術，培養了邵江海、林文祥（工大廣弦）、王珠朝（工旦行）、盧培森（工生行、大廣弦，能拉唱）、紀芋如（工月琴，能彈唱）、王錦泉、吳泰山等多位學生，人稱紅塗師。
他的表演藝術全面，生行、旦行、丑行、淨行都能，各種樂器也都拿手。
廈門市台灣藝術研究所編的《一代宗師邵江海》書中引述邵江海生前回憶：溫先生放師兄汪思明的歌仔戲唱片給學生們聽，教唱戲，教彈月琴，教演奏大廣弦和殼仔弦，並讓邵在自己身邊演士久（《梁山伯祝英台》裡的角色，丑行）等配角。
廈門歌仔戲演員盧培森向台灣藝術研究所回憶：師父溫紅塗，師伯汪思明，師叔陳玉安（人叫加走）。
溫紅塗、汪思明、陳玉安合作錄製了許多歌仔戲唱片，被選入《聽到台灣歷史的聲音》裡面。